# Jules Bacon

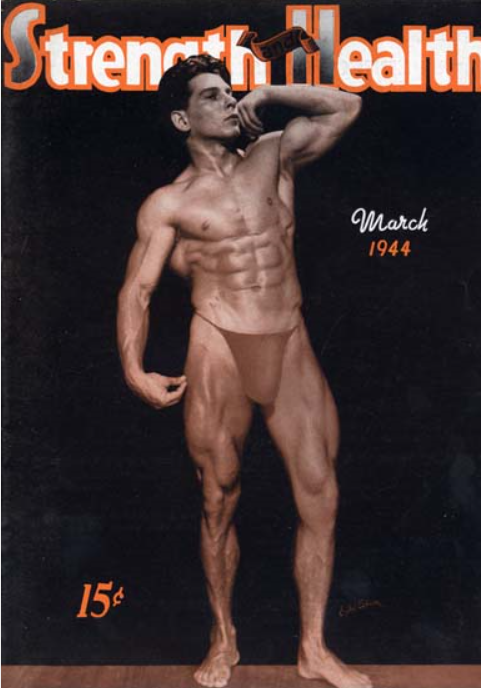
Jules Bacon, en la portada de la revista Strength and Health en septiembre de 1943.

Jules Bacon (8 de julio de 1917-13 de enero de 2007) fue uno de los culturistas más famosos de los años 40. Miembro del Hall of Fame de la IFBB desde el 2006.

## Biografía
Nació el 8 de julio de 1917 en Pensilvania, Filadelfia, Estados Unidos.
Jules estudio en el Saint Joseph High School de Filadelfia, donde conoció al famoso atleta olímpico Jesse Owens con el que comenzó a interesarse en la musculacion. A los 18 años, aumento su masa muscular 8 kilos, y luego a los 20 años se inscribió en el Fritshe's Gym donde empezó a entrenar como culturista completo.
En 1941 quedó segundo en el Mister America de AAU. En 1943 logró ganar este premio y en 1953 ganó el Míster Universo.
- Datos: Q5954605
- Multimedia: Jules Bacon / Q5954605